# ジョーダン・カズンズ
ジョーダン・カズンズ（Jordan Cousins 、1994年3月6日 - ）は、イングランド・ロンドン出身のジャマイカ代表プロサッカー選手。ウィガン・アスレティックFC所属。ポジションはMF。

## 経歴

### クラブ
地元クラブであるチャールトン・アスレティックFCのアカデミーで育成され、2011年3月にプロ契約を締結。2013年8月のオックスフォード・ユナイテッドFC戦でプロデビューを果たした。同月のバーンズリーFC戦でプロ初ゴールをマーク。
2016年7月、クイーンズ・パーク・レンジャーズFCに移籍。
2019年6月、ストーク・シティFCに移籍。
2021年6月15日、ウィガン・アスレティックFCに2年契約で移籍。

### 代表
年代別のイングランド代表歴があり、2011年にはUEFA U-17欧州選手権とFIFA U-17ワールドカップに出場した。
2022年5月25日、カタルーニャ代表との親善試合でジャマイカ代表として初出場。

## 人物
かつてアーセナルFCなどでプレーしていた元サッカー選手のケリー・ギルバートはいとこ。